# Dacio Rodríguez Lesmes
Dacio Rodríguez Lesmes (Villarramiel, 1911-1976). Pedagogo, periodista y poeta español. 
Desde las páginas de Diario Palentino y como presidente de la Asociación de la Prensa, fue el animador cultural más sobresaliente en los años de la posguerra en la ciudad de Palencia, además de cofundador, en 1946, de la literaria Peña Nubis y promotor de sus primeros proyectos. Fue el auténtico mentor de los jóvenes palentinos con inquietudes culturales y literarias. De enviadiable formación humanística y trabajador incansable, hizo estudios de Filosofía y Letras tras su formación eclesiástica en el seminario. Desempeñó tareas periodísticas en Madrid y Barcelona.
Fue elegido concejal de Palencia el 21 de noviembre de 1954, dentro del denominado tercio familiar, siendo alcalde Vicente Almodóvar Rodríguez. Dejó vacante el puesto en 1956, tras aprobar sus oposiciones en Madrid, donde ocupó importantes cargos en el Ministerio de Educación, hasta su fallecimiento en 1976.

## Obras
- Un auto de Reyes en Tierra de Campos (1958)
- Matemáticas: temas de exámenes de Grado Elemental de Bachillerato (1964)
- La Enseñanza de las lenguas modernas (1965)
- Temas de exámenes de Grado Superior de Bachillerato. Matemáticas (1968)